# Nowosady (powiat hajnowski)
Nowosady – wieś w Polsce położona w województwie podlaskim, w powiecie hajnowskim, w gminie Hajnówka. Od północy styka się bezpośrednio ze wsią Zwodzieckie, od wschodu ze wsią Sorocza Nóżka.
Wieś królewska ekonomii brzeskiej położona była w końcu XVIII wieku w powiecie brzeskolitewskim województwa brzeskolitewskiego. W latach 1975–1998 miejscowość należała administracyjnie do województwa białostockiego.
Wzdłuż wsi rozciąga się (obecnie nieczynna) stacja kolejowa Nowosady. W Nowosadach mieści się tartak, ponadto w pobliżu wsi znajdowało się Zespołowe Gospodarstwo Rolne.
We wsi działa zbór Kościoła Zielonoświątkowego. Prawosławni mieszkańcy należą do parafii Zaśnięcia Najświętszej Maryi Panny w Dubinach, a wierni kościoła rzymskokatolickiego do parafii św. Jana Chrzciciela w Narewce. 

## Położenie
Przez wieś biegnie droga wojewódzka nr 685 prowadząca z Hajnówki do Białegostoku.

## Części wsi
| SIMC    | Nazwa          | Rodzaj     |
| ------- | -------------- | ---------- |
| 0029854 | Dubińska Ferma | przysiółek |
| 0029860 | Przechody      | przysiółek |
| 0029877 | Smolany Sadek  | przysiółek |
| 0029883 | Sorocza Nóżka  | przysiółek |
| 0029890 | Zwodzieckie    | przysiółek |

## Historia

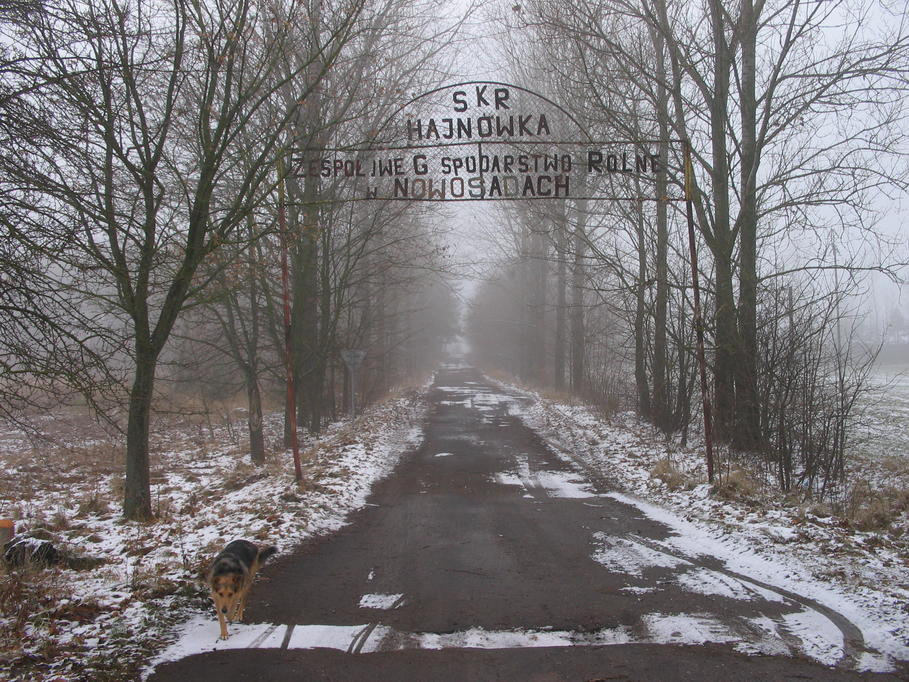
Wjazd do dawnego ZGR

Pierwsze wzmianki o wsi Nowosady w pobliżu wsi Dubiny pochodzą z 1703 roku (Rękopis Nr D.A. 11518, Wilno 1786). Do roku 1795 Nowosady wchodziły w skład Wielkiego Księstwa Litewskiego będącego częścią I Rzeczypospolitej, w latach 1795–1807 należały do Królestwa Prus, 1807–1920 – do Carskiej Rosji, a następnie do Polski. W latach 1939–1941 była okupowana przez Związek Radziecki, a w latach 1941–1944 przez III Rzeszę. Podczas II wojny światowej wieś nie była pacyfikowana.
W XIX wieku Nowosady należały do gminy Masiewo.
W roku 1936 pojawili się we wsi zielonoświątkowcy.

## Demografia

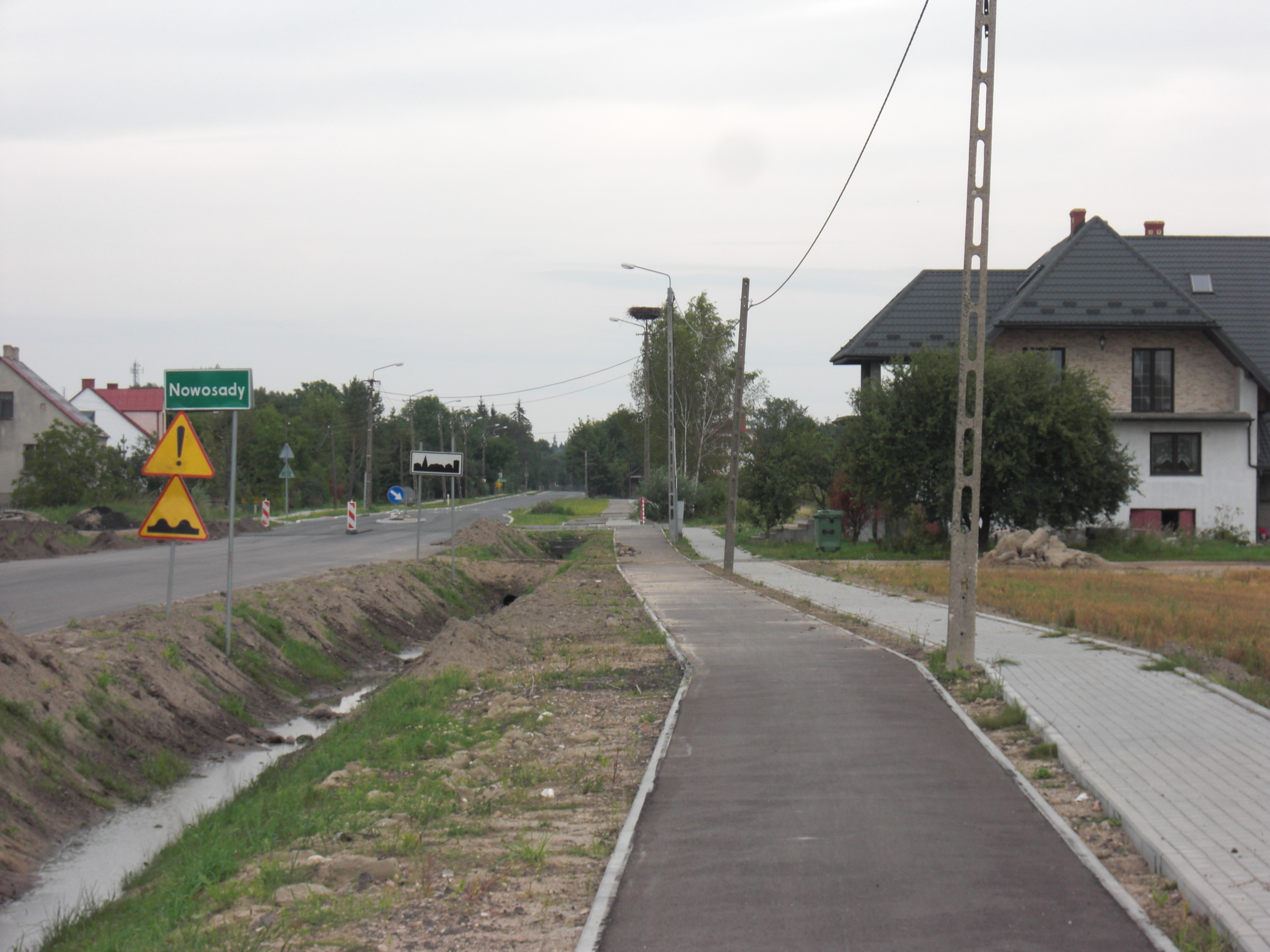
Wjazd od strony Hajnówki (2012)

W roku 1786 w Nowosadach było 93 mieszkańców. W spisie z 1861 roku było 300 mieszkańców, a w roku 1911 – 470 mieszkańców.
Według spisu ludności z 30 września 1921 roku w Nowosadach mieszkało 308 osób w 81 domach, 146 osób podało narodowość polską, 159 – białoruską, 3 – narodowość żydowską. 300 osób było wyznania prawosławnego, 2 osoby były wyznania rzymskokatolickiego, 6 zadeklarowało przynależność do wyznania mojżeszowego.
Według stanu z 31 grudnia 2012 w Nowosadach mieszkało 282 stałych mieszkańców.

## Zabytki
W ewidencji Wojewódzkiego Konserwatora Zabytków wpisane zostały następujące obiekty:
- drewniany dom nr 48 z częścią gospodarczą, 4 ćw. XIX w.
- drewniany dom nr 67, 4 ćw. XIX w.
- drewniany dom 91 z 1905 r.
- drewniany dom nr 94 z lat 20 XX w.